# Código de Processo Penal brasileiro
O Código de Processo Penal Brasileiro, comumente abreviado por CPP, é o código de normas de Direito Processual Penal no Brasil, destinado a organizar a Justiça penal e a possibilitar que o Estado Brasileiro exerça seu direito/dever de aplicar sanções de natureza penal, originárias do Código Penal e de legislação esparsa.
O atual código foi redigido por Francisco Campos e instituído pelo Decreto-Lei n° 3.689 de 1941, pelo então Presidente Getúlio Vargas, possuindo 811 artigos. Entrou em vigor na data de 1º de Janeiro de 1942.

## Reforma do Código de Processo Penal Brasileiro
Há uma série de incompatibilidades entre o atual Código de Processo Penal, em vigor desde o período do Estado Novo, e a Constituição brasileira de 1988. Algumas alterações legislativas foram realizadas em 2008 mas, ante sua insuficiência, o Senado determinou a formação de comissão de juristas para elaborar novo Código, cujo anteprojeto  foi entregue em 22 de abril de 2009.